# Das Traumschiff: Malediven
Das Traumschiff: Malediven ist ein deutscher Fernsehfilm unter der Regie von Christoph Klünker, der am 1. April 2018 im ZDF seine Erstausstrahlung hatte. Es ist die 81. Folge der Fernsehreihe Das Traumschiff.

## Handlung
- „Hanna Liebhold“ wird neue Hoteldirektorin auf dem Schiff.
- „Ilona“ und „Roland“ führen seit Schulzeit eine On-off-Beziehung und haben gerade zum dritten Mal die Scheidung eingereicht. Für Ilona ist unklar, ob Roland mitreist, was er letztendlich macht.
- „Benno“ ist Hotelbesitzer und Ilona plant mit ihm ein neues Leben zu beginnen. Ilona fällt es schwer sich von Roland zu trennen. Benno gefällt das nicht.
- „Bella“ reist auf die Malediven, weil dort ihr verstorbener Vater Achim lebte. Sie hatte ihn trotz enger Bindung nie besucht und seine neue Freundin nie kennen gelernt. Roland freundet sich mit Bella an. Zwischen der neuen Hoteldirektorin Hanna und Bella kommt es zur Konfrontation, da Hanna eine Kette trägt und die in ihren Augen aus dem Erbe von Bellas Großmutter stammt. Bella möchte das Erbstück nun unbedingt wiederhaben.
- „Marie“ und „Sönke“: Goldschmiedin Marie und Lektor Sönke, der an Bord Vorträge über Artefakte von gesunkenen Schiffen hält, verlieben sich ineinander. Marie hat eine seltene Münze neu gefasst. Sönke möchte diese wertvolle Münze haben.

## Hintergrund
Das Traumschiff: Malediven wurde vom 14. November 2017 bis zum 21. Dezember 2017 auf den Malediven und der MS Amadea gedreht. Produziert wurde der Film von der Polyphon Film- und Fernsehgesellschaft.

## Rezeption

### Einschaltquoten
Bei der Erstausstrahlung am 1. April 2018 wurde Das Traumschiff in Deutschland von 6,26 Millionen Zuschauern gesehen, was für das ZDF einen Marktanteil von 18,6 Prozent einbrachte.